# Elección al Senado de los Estados Unidos en Luisiana de 2022
Las elecciones al Senado de los Estados Unidos de 2022 en Luisiana se llevaron a cabo el 8 de noviembre de 2022 para elegir a un miembro del Senado de los Estados Unidos que represente al Estado de Luisiana.
El actual senador republicano, John Neely Kennedy, se presenta a la reelección para un segundo mandato.